# Major League Soccer 2018
Navigation
Édition précédente Édition suivante
La Major League Soccer 2018 est la 23e saison de la Major League Soccer, le championnat professionnel de soccer d'Amérique du Nord. Elle est composée de vingt-trois équipes (vingt des États-Unis et trois du Canada). À partir de cette saison, la formation de Los Angeles FC se rajoute à la MLS.
Une des trois places qualificatives des États-Unis pour la Ligue des champions de la CONCACAF 2019 y est attribuée puisqu'elle est décernée au vainqueur de la Coupe de la Major League Soccer. La deuxième place est attribuée au vainqueur de la Lamar Hunt US Open Cup, tandis que la troisième place est attribuée à l'équipe qui a le meilleur cumul de points sur les saisons régulières 2017 et 2018, qui ne s'est pas encore qualifiée.

## Les vingt-trois franchises participantes

### Carte
| Rapids FC Dallas Sporting Dynamo Los Angeles FC Galaxy Real Salt Lake Earthquakes Sounders Minnesota Timbers Whitecaps Fire Crew D.C. United Impact Revolution Orlando City Union Red Bulls New York · City FC Toronto FC Atlanta |

| - Association de l'Ouest - Rapids du Colorado - FC Dallas - Dynamo de Houston - Sporting de Kansas City - Galaxy de Los Angeles - Los Angeles FC (N) - Minnesota United - Timbers de Portland - Real Salt Lake - Earthquakes de San José - Sounders de Seattle - Whitecaps de Vancouver | - Association de l'Est - Atlanta United - Fire de Chicago - Crew SC de Columbus - D.C. United - Impact de Montréal - Orlando City SC - New York City FC - Revolution de la Nouvelle-Angleterre - Red Bulls de New York - Union de Philadelphie - Toronto FC |

### Stades
| Atlanta United        | Fire de Chicago   | Rapids du Colorado         | Crew SC de Columbus | D.C. United       | FC Dallas         |
| --------------------- | ----------------- | -------------------------- | ------------------- | ----------------- | ----------------- |
| Mercedes-Benz Stadium | Toyota Park       | Dick's Sporting Goods Park | Mapfre Stadium      | Audi Field        | Toyota Stadium    |
| Capacité : 42 500     | Capacité : 20 000 | Capacité : 18 061          | Capacité : 19 968   | Capacité : 20 000 | Capacité : 20 500 |
|                       |                   |                            |                     |                   |                   |

| Dynamo de Houston    | Galaxy de Los Angeles | Los Angeles FC             | Minnesota United  | Impact de Montréal | New York City Football Club |
| -------------------- | --------------------- | -------------------------- | ----------------- | ------------------ | --------------------------- |
| BBVA Compass Stadium | StubHub Center        | Banc of California Stadium | TCF Bank Stadium  | Stade Saputo       | Yankee Stadium              |
| Capacité : 22 039    | Capacité : 27 000     | Capacité : 22 000          | Capacité : 21 895 | Capacité : 20 801  | Capacité : 30 321           |
|                      |                       |                            |                   |                    |                             |

| Red Bulls de New York | Revolution de la Nouvelle-Angleterre | Orlando City SC      | Union de Philadelphie | Timbers de Portland | Real Salt Lake    |
| --------------------- | ------------------------------------ | -------------------- | --------------------- | ------------------- | ----------------- |
| Red Bull Arena        | Gillette Stadium                     | Orlando City Stadium | Talen Energy Stadium  | Providence Park     | Rio Tinto Stadium |
| Capacité : 25 000     | Capacité : 20 000                    | Capacité : 25 500    | Capacité : 18 500     | Capacité : 21 144   | Capacité : 20 213 |
|                       |                                      |                      |                       |                     |                   |

| Earthquakes de San José | Sounders FC de Seattle | Sporting de Kansas City | Toronto FC        | Whitecaps de Vancouver |
| ----------------------- | ---------------------- | ----------------------- | ----------------- | ---------------------- |
| Avaya Stadium           | CenturyLink Field      | Children's Mercy Park   | BMO Field         | BC Place               |
| Capacité : 18 000       | Capacité : 39 419      | Capacité : 18 500       | Capacité : 30 000 | Capacité : 22 120      |
|                         |                        |                         |                   |                        |

### Entraîneurs et capitaines
| Équipe                               | Entraîneur        | Capitaine                     |
| ------------------------------------ | ----------------- | ----------------------------- |
| Atlanta United                       | Gerardo Martino   | Michael Parkhurst             |
| Fire de Chicago                      | Veljko Paunović   | Dax McCarty                   |
| Rapids du Colorado                   | Anthony Hudson    | Tim Howard                    |
| Crew SC de Columbus                  | Gregg Berhalter   | Wil Trapp                     |
| D.C. United                          | Ben Olsen         | Steve Birnbaum Wayne Rooney   |
| FC Dallas                            | Óscar Pareja      | Matt Hedges                   |
| Dynamo de Houston                    | Wilmer Cabrera    | DaMarcus Beasley              |
| Galaxy de Los Angeles                | Dominic Kinnear   | Ashley Cole                   |
| Los Angeles FC                       | Bob Bradley       | Laurent Ciman Benny Feilhaber |
| Minnesota United                     | Adrian Heath      | Francisco Calvo               |
| Impact de Montréal                   | Rémi Garde        | Ignacio Piatti                |
| New York City FC                     | Domènec Torrent   | David Villa                   |
| Red Bulls de New York                | Chris Armas       | Luis Robles                   |
| Revolution de la Nouvelle-Angleterre | Brad Friedel      | Claude Dielna                 |
| Orlando City SC                      | James O'Connor    | Jonathan Spector              |
| Union de Philadelphie                | Jim Curtin        | Alejandro Bedoya              |
| Timbers de Portland                  | Giovanni Savarese | Liam Ridgewell Diego Valeri   |
| Real Salt Lake                       | Mike Petke        | Kyle Beckerman                |
| Earthquakes de San José              | Steve Ralston     | Chris Wondolowski             |
| Sounders de Seattle                  | Brian Schmetzer   | Osvaldo Alonso                |
| Sporting de Kansas City              | Peter Vermes      | Matt Besler                   |
| Toronto FC                           | Greg Vanney       | Michael Bradley               |
| Whitecaps de Vancouver               | Craig Dalrymple   | Kendall Waston                |

### Changements d'entraîneurs
| Équipe                  | Entraîneur sortant     | Motif               | Date de départ    | Entraîneur entrant        | Date d'arrivée    |
| ----------------------- | ---------------------- | ------------------- | ----------------- | ------------------------- | ----------------- |
| New York City FC        | Patrick Vieira         | Consentement mutuel | 11 juin 2018      | Domènec Torrent           | 11 juin 2018      |
| Orlando City SC         | Jason Kreis            | Consentement mutuel | 15 juin 2018      | Bobby Murphy (intérim)    | 15 juin 2018      |
| Orlando City SC         | Bobby Murphy (intérim) | Fin d'intérim       | 29 juin 2018      | James O'Connor            | 29 juin 2018      |
| Red Bulls de New York   | Jesse Marsch           | Consentement mutuel | 6 juillet 2018    | Chris Armas               | 6 juillet 2018    |
| Galaxy de Los Angeles   | Sigi Schmid            | Consentement mutuel | 10 septembre 2018 | Dominic Kinnear (intérim) | 10 septembre 2018 |
| Earthquakes de San José | Mikael Stahre          | Licenciement        | 17 septembre 2018 | Steve Ralston (intérim)   | 17 septembre 2018 |
| Whitecaps de Vancouver  | Carl Robinson          | Licenciement        | 25 septembre 2018 | Craig Dalrymple (intérim) | 25 septembre 2018 |

## Format de la compétition
Les rencontres se répartissent comme suit :
- Pour 6 équipes (Colorado, Dallas, Los Angeles FC, Minnesota, San José et Seattle) : 
  - 3 matchs (deux à domicile et un à l'extérieur) contre une équipe de son association
  - 2 matchs (un à domicile et un à l'extérieur) contre les dix autres équipes de son association
  - 1 match à domicile contre cinq équipes de l'association opposée
  - 1 match à l'extérieur contre six équipes de l'association opposée

- Pour 6 équipes (Houston, LA Galaxy, Portland, Real Salt Lake, Kansas City et Vancouver) : 
  - 3 matchs (un à domicile et deux à l'extérieur) contre une équipe de son association
  - 2 matchs (un à domicile et un à l'extérieur) contre les dix autres équipes de son association
  - 1 match à domicile contre six équipes de l'association opposée
  - 1 match à l'extérieur contre cinq équipes de l'association opposée

- Pour 9 équipes (Atlanta, Chicago, Columbus, D.C. United, Montréal, le Revolution, Orlando, Philadelphie et Toronto) : 
  - 3 matchs (deux à domicile et un à l'extérieur) contre une équipe de son association
  - 3 matchs (un à domicile et deux à l'extérieur) contre une équipe de son association
  - 2 matchs (un à domicile et un à l'extérieur) contre les huit autres équipes de son association
  - 1 match à domicile contre six équipes de l'association opposée
  - 1 match à l'extérieur contre six équipes de l'association opposée

- Pour 1 équipe (Red Bulls) : 
  - 3 matchs (un à domicile et deux à l'extérieur) contre deux équipes de son association
  - 2 matchs (un à domicile et un à l'extérieur) contre les huit autres équipes de son association
  - 1 match à domicile contre sept équipes de l'association opposée
  - 1 match à l'extérieur contre cinq équipes de l'association opposée

- Pour 1 équipe (New York City) : 
  - 3 matchs (deux à domicile et un à l'extérieur) contre deux équipes de son association
  - 2 matchs (un à domicile et un à l'extérieur) contre les huit autres équipes de son association
  - 1 match à domicile contre cinq équipes de l'association opposée
  - 1 match à l'extérieur contre sept équipes de l'association opposée

Les deux meilleures équipes de chaque association sont qualifiées pour les demi-finales d'associations. Les équipes finissant entre la troisième et la sixième place dans chaque association s'affrontent dans un match éliminatoire de premier tour. L'équipe la moins bien classée affrontera en demi-finales d'association, le premier de son association.
En cas d'égalité, les critères suivants départagent les équipes :
1. Nombre de victoires
2. Différence de buts générale
3. Nombre de buts marqués
4. Classement du fair-play
5. Nombre de buts marqués à l'extérieur
6. Différence de buts à l'extérieur
7. Tirage à la pièce[11]

## Saison régulière

### Classements des conférences Ouest et Est
| Rang | Équipe                  | Pts | J  | G  | N | P  | Bp | Bc | Diff |
| ---- | ----------------------- | --- | -- | -- | - | -- | -- | -- | ---- |
| 1    | Sporting de Kansas City | 62  | 34 | 18 | 8 | 8  | 65 | 40 | +25  |
| 2    | Sounders de Seattle     | 59  | 34 | 18 | 5 | 11 | 52 | 37 | +15  |
| 3    | Los Angeles FC          | 57  | 34 | 16 | 9 | 9  | 68 | 52 | +16  |
| 4    | FC Dallas               | 57  | 34 | 16 | 9 | 9  | 52 | 44 | +8   |
| 5    | Timbers de Portland     | 54  | 34 | 15 | 9 | 10 | 54 | 48 | +6   |
| 6    | Real Salt Lake          | 49  | 34 | 14 | 7 | 13 | 55 | 58 | -3   |
| 7    | Galaxy de Los Angeles   | 48  | 34 | 13 | 9 | 12 | 66 | 64 | +2   |
| 8    | Whitecaps de Vancouver  | 47  | 34 | 13 | 8 | 13 | 54 | 67 | -13  |
| 9    | Dynamo de Houston C     | 38  | 34 | 10 | 8 | 16 | 58 | 58 | 0    |
| 10   | Minnesota United        | 36  | 34 | 11 | 3 | 20 | 49 | 71 | -22  |
| 11   | Rapids du Colorado      | 31  | 34 | 8  | 7 | 19 | 36 | 63 | -27  |
| 12   | Earthquakes de San José | 21  | 34 | 4  | 9 | 21 | 49 | 71 | -22  |

| Rang | Équipe                               | Pts | J  | G  | N  | P  | Bp | Bc | Diff |
| ---- | ------------------------------------ | --- | -- | -- | -- | -- | -- | -- | ---- |
| 1    | Red Bulls de New York                | 71  | 34 | 22 | 5  | 7  | 62 | 33 | +29  |
| 2    | Atlanta United                       | 69  | 34 | 21 | 6  | 7  | 70 | 44 | +26  |
| 3    | New York City FC                     | 56  | 34 | 16 | 8  | 10 | 59 | 45 | +14  |
| 4    | D.C. United                          | 51  | 34 | 14 | 9  | 11 | 60 | 50 | +10  |
| 5    | Crew SC de Columbus                  | 51  | 34 | 14 | 9  | 11 | 43 | 45 | -2   |
| 6    | Union de Philadelphie                | 50  | 34 | 15 | 5  | 14 | 49 | 50 | -1   |
| 7    | Impact de Montréal                   | 46  | 34 | 14 | 4  | 16 | 47 | 53 | -6   |
| 8    | Revolution de la Nouvelle-Angleterre | 41  | 34 | 10 | 11 | 13 | 49 | 55 | -6   |
| 9    | Toronto FC T                         | 36  | 34 | 10 | 6  | 18 | 59 | 64 | -5   |
| 10   | Fire de Chicago                      | 32  | 34 | 8  | 8  | 18 | 48 | 61 | -13  |
| 11   | Orlando City SC                      | 28  | 34 | 8  | 4  | 22 | 43 | 74 | -31  |

- MLS Supporters' Shield et qualification automatique pour les demi-finales de conférence
- Franchise directement qualifiée pour les demi-finales de conférence
- Qualification pour le premier tour des séries éliminatoires

T : Tenant du titre

C : Vainqueur de la Lamar Hunt US Open Cup 2018 et qualification pour la Ligue des champions de la CONCACAF 2019

### Classement combiné des saisons régulières 2017 et 2018
L'équipe américaine terminant première au cumul des saisons régulières 2017 et 2018 se qualifie pour la Ligue des champions de la CONCACAF 2019.
Les équipes canadiennes ne peuvent se qualifier pour cette compétition que par le biais du Championnat canadien de soccer 2018. Si une équipe se qualifie de plusieurs manières pour la Ligue des champions de la CONCACAF 2019, la ou les places sont redistribuées aux équipes les mieux classées et non encore qualifiées. Ce cas se présente car Atlanta United vainqueur de ce classement est également vainqueur du championnat 2018. Les Red Bulls de New York, deuxièmes de ce classement se qualifient donc pour la Ligue des champions de la CONCACAF 2019.
| Rang | Équipe                               | Pts | J  | G  | N  | P  | Bp  | Bc  | Diff |
| ---- | ------------------------------------ | --- | -- | -- | -- | -- | --- | --- | ---- |
| 1    | Atlanta United                       | 124 | 68 | 36 | 16 | 16 | 140 | 84  | +56  |
| 2    | Red Bulls de New York                | 121 | 68 | 36 | 13 | 19 | 115 | 80  | +35  |
| 3    | New York City FC                     | 113 | 68 | 32 | 17 | 19 | 115 | 88  | +27  |
| 4    | Sounders de Seattle                  | 112 | 68 | 32 | 16 | 20 | 104 | 76  | +28  |
| 5    | Sporting de Kansas City              | 111 | 68 | 30 | 21 | 17 | 105 | 69  | +36  |
| 6    | Timbers de Portland                  | 107 | 68 | 30 | 17 | 21 | 114 | 98  | +16  |
| 7    | Crew SC de Columbus                  | 105 | 68 | 30 | 15 | 23 | 96  | 94  | +2   |
| 8    | FC Dallas                            | 103 | 68 | 27 | 22 | 19 | 100 | 92  | +8   |
| 9    | Real Salt Lake                       | 94  | 68 | 27 | 13 | 28 | 104 | 113 | -9   |
| 10   | Union de Philadelphie                | 92  | 68 | 26 | 14 | 28 | 99  | 97  | +2   |
| 11   | Dynamo de Houston                    | 88  | 68 | 23 | 19 | 26 | 115 | 103 | +12  |
| 12   | Fire de Chicago                      | 87  | 68 | 24 | 15 | 29 | 106 | 105 | +1   |
| 13   | Revolution de la Nouvelle-Angleterre | 86  | 68 | 23 | 17 | 28 | 102 | 116 | -14  |
| 14   | D.C. United                          | 83  | 68 | 23 | 14 | 31 | 91  | 110 | -19  |
| 15   | Galaxy de Los Angeles                | 80  | 68 | 21 | 17 | 30 | 111 | 131 | -20  |
| 16   | Minnesota United                     | 72  | 68 | 21 | 9  | 38 | 97  | 141 | -44  |
| 17   | Orlando City SC                      | 67  | 68 | 18 | 13 | 37 | 82  | 132 | -50  |
| 18   | Earthquakes de San José              | 67  | 68 | 17 | 16 | 35 | 84  | 126 | -42  |
| 19   | Rapids du Colorado                   | 64  | 68 | 17 | 13 | 38 | 67  | 114 | -47  |
| 20   | Los Angeles FC                       | 57  | 34 | 16 | 9  | 9  | 68  | 52  | +16  |

- Équipe terminant première au cumul des saisons régulières 2017 et 2018 et qualification pour la Ligue des champions de la CONCACAF 2019
- Équipe vainqueure de la Lamar Hunt US Open Cup 2017 et qualification pour la Ligue des champions de la CONCACAF 2019
- Équipe vainqueure de la Lamar Hunt US Open Cup 2018 et qualification pour la Ligue des champions de la CONCACAF 2019
- Meilleure équipe non encore qualifiée pour la Ligue des champions de la CONCACAF 2019

### Résultats

#### Matchs inter-conférences
| Résultats (▼dom., ►ext.)                                   | ATL | CHI | CLB | DCU | MTL | NYFC | N.-A. | NYRB | ORL | PHI | TOR |
| Rapids du Colorado                                         | 0-3 | 2-2 |     |     |     |      |       | 1-2  | 1-2 | 3-0 | 2-0 |
| FC Dallas                                                  | 3-2 | 3-1 | 0-0 |     | 2-0 |      |       |      | 2-0 | 2-0 |     |
| Dynamo de Houston                                          | 4-0 |     |     |     |     | 3-1  | 0-2   |      |     | 1-3 | 5-1 |
| Los Angeles FC                                             |     |     | 2-0 | 1-1 |     | 2-2  | 1-1   |      | 4-1 | 4-1 |     |
| Galaxy de Los Angeles                                      | 0-2 |     | 4-0 | 2-2 |     |      |       | 2-3  | 4-3 |     |     |
| Minnesota United                                           | 0-1 | 2-1 |     |     | 2-0 | 2-1  | 2-1   |      |     |     | 4-3 |
| Timbers de Portland                                        |     |     | 3-2 |     | 2-2 | 3-0  |       |      |     | 3-0 | 2-0 |
| Real Salt Lake                                             |     | 2-1 |     | 3-2 | 1-1 |      | 4-1   | 1-0  |     |     |     |
| Earthquakes de San José                                    | 3-4 |     |     | 1-3 |     | 1-2  | 2-2   | 1-3  |     |     | 1-1 |
| Sounders de Seattle                                        |     | 1-1 | 0-0 | 2-1 | 0-1 | 3-1  |       |      |     | 0-1 |     |
| Sporting de Kansas City                                    |     |     | 0-0 | 1-0 |     | 0-2  |       |      | 1-0 |     | 2-2 |
| Whitecaps de Vancouver                                     |     | 3-2 |     |     | 2-1 |      | 3-3   | 2-2  | 5-2 |     |     |
| - Victoire à domicile - Match nul - Victoire à l'extérieur |     |     |     |     |     |      |       |      |     |     |     |

| Résultats (▼dom., ►ext.)                                   | COL | DAL | HOU | LAFC | LAG | MIN | POR | RSL | SJ  | SEA | SKC | VAN |
| Atlanta United                                             |     |     |     | 5-0  |     |     | 1-1 | 2-0 |     | 1-1 | 0-2 | 4-1 |
| Fire de Chicago                                            |     |     | 2-3 | 3-1  | 0-1 |     | 2-2 |     | 2-1 |     | 3-4 |     |
| Crew SC de Columbus                                        | 2-1 |     | 1-0 |      |     | 3-2 |     | 2-1 | 2-1 |     |     | 1-2 |
| D.C. United                                                | 2-1 | 1-0 | 2-2 |      |     | 2-1 | 4-1 |     |     |     |     | 3-1 |
| Impact de Montréal                                         | 2-1 |     | 1-0 | 3-5  | 0-1 |     |     |     | 2-0 |     | 2-0 |     |
| New York City FC                                           | 4-0 | 3-1 |     |      | 2-1 |     |     | 4-0 |     |     |     | 2-2 |
| Revolution de la Nouvelle-Angleterre                       | 2-1 | 0-1 |     |      | 2-3 |     | 1-1 |     |     | 0-0 | 1-0 |     |
| Red Bulls de New York                                      |     | 3-0 | 1-0 | 2-1  |     | 3-0 | 4-0 |     |     | 2-1 | 3-2 |     |
| Orlando City SC                                            |     |     | 0-0 |      |     | 1-2 | 3-2 | 3-1 | 3-2 | 1-2 |     |     |
| Union de Philadelphie                                      |     |     |     |      | 1-3 | 5-1 |     | 4-1 | 1-1 |     | 2-0 | 4-0 |
| Toronto FC                                                 |     | 0-1 |     | 2-4  | 5-3 |     |     | 3-1 |     | 1-2 |     | 1-2 |
| - Victoire à domicile - Match nul - Victoire à l'extérieur |     |     |     |      |     |     |     |     |     |     |     |     |

#### Matchs intra-conférences

##### Conférence de l'Ouest
| Résultats (▼dom., ►ext.)                                   | COL | DAL | HOU | LAFC | LAG | MIN | POR | RSL | SJ  | SEA | SKC | VAN | COL | DAL | HOU | LAFC | LAG | MIN | POR | RSL | SJ  | SEA | SKC | VAN |
| Rapids du Colorado                                         |     | 2-1 | 0-0 | 0-3  | 2-1 | 3-2 | 2-3 | 0-6 | 2-1 | 1-2 | 2-2 | 1-2 |     |     |     |      |     |     |     |     |     |     |     |     |
| FC Dallas                                                  | 1-1 |     | 4-2 | 2-1  | 3-2 | 2-0 | 1-1 | 1-1 | 1-3 | 3-0 | 0-3 | 2-2 |     |     |     |      |     |     |     |     |     |     |     |     |
| Dynamo de Houston                                          | 2-0 | 1-1 |     | 2-2  | 3-2 | 3-0 | 4-1 | 1-2 | 3-2 | 2-3 | 0-1 | 1-2 |     | 1-1 |     |      |     |     |     |     |     |     |     |     |
| Los Angeles FC                                             | 2-0 | 1-1 | 4-2 |      | 2-2 | 2-0 | 0-0 | 2-0 | 2-0 | 1-0 | 0-2 | 2-2 |     |     |     |      |     |     |     |     |     |     |     |     |
| Galaxy de Los Angeles                                      | 2-2 | 2-3 | 2-3 | 4-3  |     | 2-2 | 2-1 | 3-0 | 1-0 | 3-0 | 0-2 | 3-0 |     |     |     | 1-1  |     |     |     |     |     |     |     |     |
| Minnesota United                                           | 0-2 | 0-1 | 2-1 | 5-1  | 1-3 |     | 3-2 | 3-2 | 1-3 | 1-2 | 1-1 | 1-0 |     |     |     |      |     |     |     |     |     |     |     |     |
| Timbers de Portland                                        | 2-0 | 0-0 | 2-1 | 2-1  | 1-1 | 3-2 |     | 3-0 | 2-1 | 1-0 | 0-0 | 1-2 |     |     |     |      |     |     |     |     |     | 0-1 |     |     |
| Real Salt Lake                                             | 3-0 | 2-0 | 2-1 | 1-5  | 6-2 | 1-1 | 1-4 |     | 1-1 | 2-0 | 4-2 | 2-1 | 2-2 |     |     |      |     |     |     |     |     |     |     |     |
| Earthquakes de San José                                    | 0-0 | 4-3 | 2-2 | 3-4  | 3-3 | 3-2 | 0-1 | 0-0 |     | 0-1 | 1-5 | 2-3 |     |     |     |      |     |     |     |     |     |     |     |     |
| Sounders de Seattle                                        | 4-0 | 2-1 | 4-1 | 0-1  | 5-0 | 3-1 | 2-3 | 0-1 | 2-1 |     | 3-1 | 2-0 |     |     |     |      |     |     |     |     |     |     |     |     |
| Sporting de Kansas City                                    | 1-0 | 2-3 | 3-2 | 2-1  | 1-1 | 4-1 | 3-0 | 1-1 | 3-2 | 2-2 |     | 6-0 |     |     |     |      |     | 2-0 |     |     |     |     |     |     |
| Whitecaps de Vancouver                                     | 0-1 | 1-2 | 2-2 | 0-2  | 0-0 | 4-2 | 2-1 | 2-0 | 2-2 | 1-2 | 1-4 |     |     |     |     |      |     |     |     |     | 2-1 |     |     |     |
| - Victoire à domicile - Match nul - Victoire à l'extérieur |     |     |     |      |     |     |     |     |     |     |     |     |     |     |     |      |     |     |     |     |     |     |     |     |

##### Conférence de l'Est
| Résultats (▼dom., ►ext.)                                   | ATL | CHI | CLB | DCU | MTL | NYFC | N.-A. | NYRB | ORL | PHI | TOR | ATL | CHI | CLB | DCU | MTL | NYFC | N.-A. | NYRB | ORL | PHI | TOR |
| Atlanta United                                             |     | 2-1 | 3-1 | 3-1 | 4-1 | 2-2  | 2-1   | 1-3  | 4-0 | 3-1 | 2-2 |     |     |     | 3-1 |     |      |       |      |     |     |     |
| Fire de Chicago                                            | 1-2 |     | 1-0 | 0-0 | 1-0 | 3-2  | 1-1   | 0-1  | 4-0 | 3-4 | 1-2 |     |     | 1-1 |     |     |      |       |      |     |     |     |
| Crew SC de Columbus                                        | 0-2 | 3-0 |     | 3-1 | 3-2 | 2-1  | 2-2   | 1-1  | 3-2 | 1-0 | 3-3 |     |     |     |     |     |      |       |      |     | 0-0 |     |
| D.C. United                                                | 3-1 | 2-1 | 1-0 |     | 5-0 | 3-1  | 2-0   | 0-1  | 3-2 | 0-2 | 1-0 |     |     |     |     |     |      |       | 3-3  |     |     |     |
| Impact de Montréal                                         | 1-2 | 2-1 | 3-0 | 1-1 |     | 1-1  | 4-2   | 3-0  | 3-0 | 0-2 | 1-0 |     |     |     |     |     |      |       |      |     |     | 2-0 |
| New York City FC                                           | 1-1 | 2-0 | 2-0 | 1-1 | 3-0 |      | 0-1   | 1-0  | 2-0 | 3-1 | 2-1 |     |     |     |     |     |      |       | 1-1  | 3-0 |     |     |
| Revolution de la Nouvelle-Angleterre                       | 1-1 | 2-2 | 0-1 | 3-2 | 4-0 | 2-2  |       | 2-1  | 2-0 | 2-3 | 3-2 |     |     |     |     | 1-0 |      |       |      |     |     |     |
| Red Bulls de New York                                      | 2-0 | 1-2 | 2-3 | 1-0 | 3-1 | 4-0  | 2-0   |      | 1-0 | 0-0 | 2-0 |     |     |     |     |     |      |       |      |     |     |     |
| Orlando City SC                                            | 1-2 | 1-2 | 2-1 | 1-1 | 0-2 | 0-2  | 3-3   | 4-3  |     | 2-2 | 2-1 | 1-2 |     |     |     |     |      |       |      |     |     |     |
| Union de Philadelphie                                      | 0-2 | 3-1 | 0-0 | 3-2 | 1-4 | 2-0  | 2-0   | 0-1  | 0-2 |     | 0-2 |     |     |     |     |     |      | 1-0   |      |     |     |     |
| Toronto FC                                                 | 4-1 | 2-2 | 0-2 | 4-4 | 3-1 | 2-3  | 4-1   | 0-1  | 2-1 | 3-0 |     |     | 3-0 |     |     |     |      |       |      |     |     |     |
| - Victoire à domicile - Match nul - Victoire à l'extérieur |     |     |     |     |     |      |       |      |     |     |     |     |     |     |     |     |      |       |      |     |     |     |

## Séries éliminatoires

### Règlement
Douze équipes se qualifient pour les séries éliminatoires (soit six équipes par conférence). Les deux premières équipes de chaque conférence se qualifient directement pour les demi-finales de conférence. Pour les matchs du premier tour, la troisième équipe de la conférence de l'Ouest recevra la sixième, tandis que la quatrième recevra la cinquième de cette même association. Il en est de même pour la conférence de l'Est.
Ce tour se déroule en un seul match, avec prolongations et tirs au but éventuels.
La meilleure équipe de chaque conférence affronte en demi-finale de conférence, l'équipe la plus faible issue du premier tour de sa conférence, l'autre demi-finale de chaque conférence mettant aux prises le deuxième contre l'autre équipe issue des séries. Cette organisation est ainsi similaire à la NFL.
Les demi-finales et finales de conférence se déroulent par match aller-retour, avec match retour chez l'équipe la mieux classée. En cas d'égalité de buts à l'issue des deux matchs, l'équipe qui aura inscrit le plus de buts à l'extérieur se qualifie. Sinon, une prolongation de deux périodes de 15 minutes a alors lieu. Cette règle ne s'applique pas à la prolongation. Ainsi, quel que soit le nombre de buts inscrit en prolongation, si les deux équipes restent à égalité, une séance de tirs au but a lieu.
La finale MLS a lieu sur le terrain de la meilleure équipe en phase régulière.
Cette finale se déroule en un seul match, avec prolongations et tirs au but pour départager si nécessaire les équipes.
Le gagnant du championnat se qualifie pour la Ligue des champions de la CONCACAF 2019. Si cette équipe s'était qualifiée pour cette compétition, la place est redistribuée au deuxième du classement combiné des saisons régulières 2017 et 2018.
Ce cas se présente car Atlanta United était déjà qualifié. Les Red Bulls de New York se qualifient donc pour la Ligue des champions de la CONCACAF 2019.

### Résultats
|  | Premier tour                    | Premier tour                    | Premier tour                    | Premier tour                    |                            |                            | Demi-finales de conférence | Demi-finales de conférence | Demi-finales de conférence | Demi-finales de conférence |  |  | Finales de conférence  | Finales de conférence  | Finales de conférence  | Finales de conférence  |  |  | MLS Cup 2018    | MLS Cup 2018    | MLS Cup 2018    | MLS Cup 2018    |
|  |                                 |                                 |                                 |                                 |                            |                            |                            |                            |                            |                            |  |  |                        |                        |                        |                        |  |  |                 |                 |                 |                 |
|  |                                 |                                 |                                 |                                 |                            |                            | 4 et 11 novembre 2018      | 4 et 11 novembre 2018      | 4 et 11 novembre 2018      | 4 et 11 novembre 2018      |  |  | 25 et 29 novembre 2018 | 25 et 29 novembre 2018 | 25 et 29 novembre 2018 | 25 et 29 novembre 2018 |  |  | 8 décembre 2018 | 8 décembre 2018 | 8 décembre 2018 | 8 décembre 2018 |
|  |                                 |                                 |                                 |                                 |                            |                            | 4 et 11 novembre 2018      | 4 et 11 novembre 2018      | 4 et 11 novembre 2018      | 4 et 11 novembre 2018      |  |  | 25 et 29 novembre 2018 | 25 et 29 novembre 2018 | 25 et 29 novembre 2018 | 25 et 29 novembre 2018 |  |  | 8 décembre 2018 | 8 décembre 2018 | 8 décembre 2018 | 8 décembre 2018 |
|  |                                 |                                 |                                 |                                 |                            |                            | 4 et 11 novembre 2018      | 4 et 11 novembre 2018      | 4 et 11 novembre 2018      | 4 et 11 novembre 2018      |  |  | 25 et 29 novembre 2018 | 25 et 29 novembre 2018 | 25 et 29 novembre 2018 | 25 et 29 novembre 2018 |  |  | 8 décembre 2018 | 8 décembre 2018 | 8 décembre 2018 | 8 décembre 2018 |
|  |                                 |                                 |                                 |                                 |                            |                            | 4 et 11 novembre 2018      | 4 et 11 novembre 2018      | 4 et 11 novembre 2018      | 4 et 11 novembre 2018      |  |  | 25 et 29 novembre 2018 | 25 et 29 novembre 2018 | 25 et 29 novembre 2018 | 25 et 29 novembre 2018 |  |  | 8 décembre 2018 | 8 décembre 2018 | 8 décembre 2018 | 8 décembre 2018 |
|  | E1 Red Bulls de New York        | E1 Red Bulls de New York        | 0                               | 3                               |                            |                            |                            |                            |                            |                            |  |  | 25 et 29 novembre 2018 | 25 et 29 novembre 2018 | 25 et 29 novembre 2018 | 25 et 29 novembre 2018 |  |  | 8 décembre 2018 | 8 décembre 2018 | 8 décembre 2018 | 8 décembre 2018 |
|  | E1 Red Bulls de New York        | E1 Red Bulls de New York        | 0                               | 3                               | 1er novembre 2018          |                            |                            |                            |                            |                            |  |  | 25 et 29 novembre 2018 | 25 et 29 novembre 2018 | 25 et 29 novembre 2018 | 25 et 29 novembre 2018 |  |  | 8 décembre 2018 | 8 décembre 2018 | 8 décembre 2018 | 8 décembre 2018 |
|  |                                 |                                 | E5 Crew SC de Columbus          | E5 Crew SC de Columbus          | 1                          | 0                          |                            |                            |                            |                            |  |  | 25 et 29 novembre 2018 | 25 et 29 novembre 2018 | 25 et 29 novembre 2018 | 25 et 29 novembre 2018 |  |  | 8 décembre 2018 | 8 décembre 2018 | 8 décembre 2018 | 8 décembre 2018 |
|  | E4 D.C. United                  | E4 D.C. United                  | E5 Crew SC de Columbus          | E5 Crew SC de Columbus          | 1                          | 0                          | 2 (2)                      | 2 (2)                      |                            |                            |  |  | 25 et 29 novembre 2018 | 25 et 29 novembre 2018 | 25 et 29 novembre 2018 | 25 et 29 novembre 2018 |  |  | 8 décembre 2018 | 8 décembre 2018 | 8 décembre 2018 | 8 décembre 2018 |
|  | E4 D.C. United                  | E4 D.C. United                  | 4 et 11 novembre 2018           |                                 |                            |                            | 2 (2)                      | 2 (2)                      |                            |                            |  |  | 25 et 29 novembre 2018 | 25 et 29 novembre 2018 | 25 et 29 novembre 2018 | 25 et 29 novembre 2018 |  |  | 8 décembre 2018 | 8 décembre 2018 | 8 décembre 2018 | 8 décembre 2018 |
|  | E5 Crew SC de Columbus t. a. b. | E5 Crew SC de Columbus t. a. b. | 2 (3)                           | 2 (3)                           |                            |                            |                            |                            |                            |                            |  |  | 25 et 29 novembre 2018 | 25 et 29 novembre 2018 | 25 et 29 novembre 2018 | 25 et 29 novembre 2018 |  |  | 8 décembre 2018 | 8 décembre 2018 | 8 décembre 2018 | 8 décembre 2018 |
|  | E5 Crew SC de Columbus t. a. b. | E5 Crew SC de Columbus t. a. b. | 2 (3)                           | 2 (3)                           | E1 Red Bulls de New York   | E1 Red Bulls de New York   | 0                          | 1                          |                            |                            |  |  |                        |                        |                        |                        |  |  | 8 décembre 2018 | 8 décembre 2018 | 8 décembre 2018 | 8 décembre 2018 |
|  |                                 |                                 |                                 |                                 | E1 Red Bulls de New York   | E1 Red Bulls de New York   | 0                          | 1                          |                            |                            |  |  |                        |                        |                        |                        |  |  | 8 décembre 2018 | 8 décembre 2018 | 8 décembre 2018 | 8 décembre 2018 |
|  |                                 |                                 | E2 Atlanta United               | E2 Atlanta United               | 3                          | 0                          |                            |                            |                            |                            |  |  |                        |                        |                        |                        |  |  | 8 décembre 2018 | 8 décembre 2018 | 8 décembre 2018 | 8 décembre 2018 |
|  |                                 |                                 |                                 |                                 | 3                          | 0                          |                            |                            |                            |                            |  |  |                        |                        |                        |                        |  |  | 8 décembre 2018 | 8 décembre 2018 | 8 décembre 2018 | 8 décembre 2018 |
|  |                                 | 25 et 29 novembre 2018          |                                 |                                 |                            |                            |                            |                            |                            |                            |  |  |                        |                        |                        |                        |  |  | 8 décembre 2018 | 8 décembre 2018 | 8 décembre 2018 | 8 décembre 2018 |
|  |                                 |                                 |                                 |                                 |                            |                            |                            |                            |                            |                            |  |  |                        |                        |                        |                        |  |  | 8 décembre 2018 | 8 décembre 2018 | 8 décembre 2018 | 8 décembre 2018 |
|  | E2 Atlanta United               | E2 Atlanta United               | 1                               | 3                               |                            |                            |                            |                            |                            |                            |  |  |                        |                        |                        |                        |  |  | 8 décembre 2018 | 8 décembre 2018 | 8 décembre 2018 | 8 décembre 2018 |
|  | E2 Atlanta United               | E2 Atlanta United               | 1                               | 3                               | 31 octobre 2018            |                            |                            |                            |                            |                            |  |  |                        |                        |                        |                        |  |  | 8 décembre 2018 | 8 décembre 2018 | 8 décembre 2018 | 8 décembre 2018 |
|  |                                 |                                 | E3 New York City FC             | E3 New York City FC             | 0                          | 1                          |                            |                            |                            |                            |  |  |                        |                        |                        |                        |  |  | 8 décembre 2018 | 8 décembre 2018 | 8 décembre 2018 | 8 décembre 2018 |
|  | E3 New York City FC             | E3 New York City FC             | E3 New York City FC             | E3 New York City FC             | 0                          | 1                          | 3                          | 3                          |                            |                            |  |  |                        |                        |                        |                        |  |  | 8 décembre 2018 | 8 décembre 2018 | 8 décembre 2018 | 8 décembre 2018 |
|  | E3 New York City FC             | E3 New York City FC             | 4 et 11 novembre 2018           |                                 |                            |                            | 3                          | 3                          |                            |                            |  |  |                        |                        |                        |                        |  |  | 8 décembre 2018 | 8 décembre 2018 | 8 décembre 2018 | 8 décembre 2018 |
|  | E6 Union de Philadelphie        | E6 Union de Philadelphie        | 1                               | 1                               |                            |                            |                            |                            |                            |                            |  |  |                        |                        |                        |                        |  |  | 8 décembre 2018 | 8 décembre 2018 | 8 décembre 2018 | 8 décembre 2018 |
|  | E6 Union de Philadelphie        | E6 Union de Philadelphie        | 1                               | 1                               | E2 Atlanta United          | E2 Atlanta United          | 2                          | 2                          |                            |                            |  |  |                        |                        |                        |                        |  |  |                 |                 |                 |                 |
|  |                                 |                                 |                                 |                                 | E2 Atlanta United          | E2 Atlanta United          | 2                          | 2                          |                            |                            |  |  |                        |                        |                        |                        |  |  |                 |                 |                 |                 |
|  |                                 |                                 | O5 Timbers de Portland          | O5 Timbers de Portland          | 0                          | 0                          |                            |                            |                            |                            |  |  |                        |                        |                        |                        |  |  |                 |                 |                 |                 |
|  |                                 |                                 |                                 |                                 | 0                          | 0                          |                            |                            |                            |                            |  |  |                        |                        |                        |                        |  |  |                 |                 |                 |                 |
|  |                                 |                                 |                                 |                                 |                            |                            |                            |                            |                            |                            |  |  |                        |                        |                        |                        |  |  |                 |                 |                 |                 |
|  |                                 |                                 |                                 |                                 |                            |                            |                            |                            |                            |                            |  |  |                        |                        |                        |                        |  |  |                 |                 |                 |                 |
|  | O1 Sporting de Kansas City      | O1 Sporting de Kansas City      | 1                               | 4                               |                            |                            |                            |                            |                            |                            |  |  |                        |                        |                        |                        |  |  |                 |                 |                 |                 |
|  | O1 Sporting de Kansas City      | O1 Sporting de Kansas City      | 1                               | 4                               | 1er novembre 2018          |                            |                            |                            |                            |                            |  |  |                        |                        |                        |                        |  |  |                 |                 |                 |                 |
|  |                                 |                                 | O6 Real Salt Lake               | O6 Real Salt Lake               | 1                          | 2                          |                            |                            |                            |                            |  |  |                        |                        |                        |                        |  |  |                 |                 |                 |                 |
|  | O3 Los Angeles FC               | O3 Los Angeles FC               | O6 Real Salt Lake               | O6 Real Salt Lake               | 1                          | 2                          | 2                          | 2                          |                            |                            |  |  |                        |                        |                        |                        |  |  |                 |                 |                 |                 |
|  | O3 Los Angeles FC               | O3 Los Angeles FC               | 4 et 8 novembre 2018            |                                 |                            |                            | 2                          | 2                          |                            |                            |  |  |                        |                        |                        |                        |  |  |                 |                 |                 |                 |
|  | O6 Real Salt Lake               | O6 Real Salt Lake               | 3                               | 3                               |                            |                            |                            |                            |                            |                            |  |  |                        |                        |                        |                        |  |  |                 |                 |                 |                 |
|  | O6 Real Salt Lake               | O6 Real Salt Lake               | 3                               | 3                               | O1 Sporting de Kansas City | O1 Sporting de Kansas City | 0                          | 2                          |                            |                            |  |  |                        |                        |                        |                        |  |  |                 |                 |                 |                 |
|  |                                 |                                 |                                 |                                 | O1 Sporting de Kansas City | O1 Sporting de Kansas City | 0                          | 2                          |                            |                            |  |  |                        |                        |                        |                        |  |  |                 |                 |                 |                 |
|  |                                 |                                 | O5 Timbers de Portland          | O5 Timbers de Portland          | 0                          | 3                          |                            |                            |                            |                            |  |  |                        |                        |                        |                        |  |  |                 |                 |                 |                 |
|  |                                 |                                 |                                 |                                 | 0                          | 3                          |                            |                            |                            |                            |  |  |                        |                        |                        |                        |  |  |                 |                 |                 |                 |
|  |                                 |                                 |                                 |                                 |                            |                            |                            |                            |                            |                            |  |  |                        |                        |                        |                        |  |  |                 |                 |                 |                 |
|  |                                 |                                 |                                 |                                 |                            |                            |                            |                            |                            |                            |  |  |                        |                        |                        |                        |  |  |                 |                 |                 |                 |
|  | O2 Sounders de Seattle          | O2 Sounders de Seattle          | 1                               | 3 (2)                           |                            |                            |                            |                            |                            |                            |  |  |                        |                        |                        |                        |  |  |                 |                 |                 |                 |
|  | O2 Sounders de Seattle          | O2 Sounders de Seattle          | 1                               | 3 (2)                           | 31 octobre 2018            |                            |                            |                            |                            |                            |  |  |                        |                        |                        |                        |  |  |                 |                 |                 |                 |
|  |                                 |                                 | O5 Timbers de Portland t. a. b. | O5 Timbers de Portland t. a. b. | 2                          | 2 (4)                      |                            |                            |                            |                            |  |  |                        |                        |                        |                        |  |  |                 |                 |                 |                 |
|  | O4 FC Dallas                    | O4 FC Dallas                    | O5 Timbers de Portland t. a. b. | O5 Timbers de Portland t. a. b. | 2                          | 2 (4)                      | 1                          | 1                          |                            |                            |  |  |                        |                        |                        |                        |  |  |                 |                 |                 |                 |
|  | O4 FC Dallas                    | O4 FC Dallas                    |                                 |                                 |                            |                            |                            | 1                          |                            |                            |  |  |                        |                        |                        |                        |  |  |                 |                 |                 |                 |
|  | O5 Timbers de Portland          | O5 Timbers de Portland          | 2                               | 2                               |                            |                            |                            |                            |                            |                            |  |  |                        |                        |                        |                        |  |  |                 |                 |                 |                 |
|  | O5 Timbers de Portland          | O5 Timbers de Portland          | 2                               | 2                               |                            |                            |                            |                            |                            |                            |  |  |                        |                        |                        |                        |  |  |                 |                 |                 |                 |
|  |                                 |                                 |                                 |                                 |                            |                            |                            |                            |                            |                            |  |  |                        |                        |                        |                        |  |  |                 |                 |                 |                 |

#### Conférence Ouest

##### 1er tour
| 31 octobre 2018 | FC Dallas                                | 1 - 2   | Timbers de Portland                                                 | Toyota Stadium, Frisco                      |                                             |
| 20:30           | Urruti 22e · Gruezo 45+6e · Hedges 90+4e | (0 - 1) | 23e Valeri · 38e Ridgewell · 45+6e Chará · 58e Mabiala · 71e Valeri | Spectateurs : 10 297 Arbitrage : Alan Kelly | Spectateurs : 10 297 Arbitrage : Alan Kelly |
| 20:30           | Rapport                                  |         |                                                                     | Spectateurs : 10 297 Arbitrage : Alan Kelly | Spectateurs : 10 297 Arbitrage : Alan Kelly |

| 1er novembre 2018 | Los Angeles FC                                     | 2 - 3   | Real Salt Lake | Banc of California Stadium, Los Angeles      |                                              |
| 19:30             | Vela 26e · Silva 31e · Zimmerman 47e · Ramirez 54e | (1 - 1) | 21e Kreilach · 30e Herrera · 45+2e Savarino · 54e Baird · 58e Kreilach · 69e (csc) Zimmerman · 75e Rusnák · 86e Sunny | Spectateurs : 22 000 Arbitrage : Mark Geiger | Spectateurs : 22 000 Arbitrage : Mark Geiger |
| 19:30             | Rapport                                            |         | | Spectateurs : 22 000 Arbitrage : Mark Geiger | Spectateurs : 22 000 Arbitrage : Mark Geiger |

##### Demi-finales
| 4 novembre 2018 | Timbers de Portland       | 2 - 1   | Sounders de Seattle        | Providence Park, Portland                  |                                            |
| 14:30           | Ebobisse 17e · Blanco 29e | (2 - 1) | 10e Ruidíaz · 85e Svensson | Spectateurs : 21 144 Arbitrage : Ted Unkel | Spectateurs : 21 144 Arbitrage : Ted Unkel |
| 14:30           | Rapport                   |         |                            | Spectateurs : 21 144 Arbitrage : Ted Unkel | Spectateurs : 21 144 Arbitrage : Ted Unkel |

| 8 novembre 2018                  | Sounders de Seattle                                                          | 3 - 2 a. p.                                     | Timbers de Portland                                 | CenturyLink Field, Seattle                    |                                               |
|                                  | Ruidíaz 68e · Alonso 70e · Ruidíaz 90+3e · Lodeiro 97e (pen.) · Ruidíaz 114e | (0 - 0)                                         | 41e Flores · 78e Blanco · 93e Asprilla · 96e Valeri | Spectateurs : 39 452 Arbitrage : Jair Marrufo | Spectateurs : 39 452 Arbitrage : Jair Marrufo |
|                                  | Rapport                                                                      |                                                 |                                                     | Spectateurs : 39 452 Arbitrage : Jair Marrufo | Spectateurs : 39 452 Arbitrage : Jair Marrufo |
| Ruidíaz · Bruin · Alonso · Bwana | Tirs au but 2 - 4                                                            | Melano · Valeri · Blanco · Ridgewell · Asprilla |                                                     | Spectateurs : 39 452 Arbitrage : Jair Marrufo | Spectateurs : 39 452 Arbitrage : Jair Marrufo |

A l'issue des deux matchs, le score cumulé des deux équipes est de 3-3 dans le temps réglementaire et de 4-4 après la prolongation. Les Timbers de Portland se qualifient à l'issue des tirs au but.
| 4 novembre 2018 | Real Salt Lake                          | 1 - 1   | Sporting de Kansas City | Rio Tinto Stadium, Sandy                          |                                                   |
| 20:00           | Rusnák 26e · Rusnák 51e · Beckerman 72e | (0 - 0) | 60e Rubio · 76e Rubio   | Spectateurs : 14 045 Arbitrage : Baldomero Toledo | Spectateurs : 14 045 Arbitrage : Baldomero Toledo |
| 20:00           | Rapport                                 |         |                         | Spectateurs : 14 045 Arbitrage : Baldomero Toledo | Spectateurs : 14 045 Arbitrage : Baldomero Toledo |

| 11 novembre 2018 | Sporting de Kansas City                                                               | 4 - 2   | Real Salt Lake                                           | Children's Mercy Park, Kansas City                  |                                                     |
| 14:00            | Rubio 14e · Sallói 19e · Rubio 63e · Sánchez 67e (pen.) · Espinoza 82e · Sallói 90+7e | (2 - 0) | 49e Herrera · 60e Saucedo · 64e Beckerman · 72e Kreilach | Spectateurs : 19 818 Arbitrage : Jose Carlos Rivero | Spectateurs : 19 818 Arbitrage : Jose Carlos Rivero |
| 14:00            | Rapport                                                                               |         |                                                          | Spectateurs : 19 818 Arbitrage : Jose Carlos Rivero | Spectateurs : 19 818 Arbitrage : Jose Carlos Rivero |

À l'issue des deux matches, le Sporting de Kansas City remporte la confrontation sur le score total de 5-3 et se qualifie pour la finale de conférence.

##### Finale
| 25 novembre 2018 | Timbers de Portland | 0 - 0   | Sporting de Kansas City                 | Providence Park, Portland                      |                                                |
| 16:30            | Guzmán 36e          | (0 - 0) | 45+1e Sinovic · 66e Besler · 89e Sallói | Spectateurs : 21 144 Arbitrage : Robert Sibiga | Spectateurs : 21 144 Arbitrage : Robert Sibiga |
| 16:30            | Rapport             |         |                                         | Spectateurs : 21 144 Arbitrage : Robert Sibiga | Spectateurs : 21 144 Arbitrage : Robert Sibiga |

| 29 novembre 2018 | Sporting de Kansas City                | 2 - 3   | Timbers de Portland                                                                                                 | Children's Mercy Park, Kansas City           |                                              |
| 20:30            | 20e Sallói · 47e Rubio · 81e Fernandes | (1 - 0) | 17e Valentin · 45+5e Guzmán · 52e Blanco · 61e Valeri · 77e Chará · 90+6e Villafaña · 90+7e Asprilla · 90+9e Valeri | Spectateurs : 20 091 Arbitrage : Mark Geiger | Spectateurs : 20 091 Arbitrage : Mark Geiger |
| 20:30            | Rapport                                |         | | Spectateurs : 20 091 Arbitrage : Mark Geiger | Spectateurs : 20 091 Arbitrage : Mark Geiger |

À l'issue des deux matches, les Timbers de Portland remportent la confrontation sur le score total de 3-2.

#### Conférence Est

##### 1er tour
| 31 octobre 2018 | New York City FC                                                      | 3 - 1   | Union de Philadelphie                                 | Yankee Stadium, New York                       |                                                |
| 19:00           | Tajouri-Shradi 10e · Villa 26e · Chanot 55e · Sweat 73e · Moralez 78e | (2 - 0) | 24e McKenzie · 73e Medunjanin · 83e Burke · 86e Jones | Spectateurs : 15 153 Arbitrage : Robert Sibiga | Spectateurs : 15 153 Arbitrage : Robert Sibiga |
| 19:00           | Rapport                                                               |         |                                                       | Spectateurs : 15 153 Arbitrage : Robert Sibiga | Spectateurs : 15 153 Arbitrage : Robert Sibiga |

| 1er novembre 2018 | D.C. United                               | 2 - 2 a. p.           | Crew SC de Columbus                                   | Audi Field, Washington                         |                                                |
| 20:00             | Brillant 21e · DeLeon 119e                | (1 - 1, 1 - 1, 1 - 2) | 30e Higuaín · 45e Higuaín · 96e Higuaín · 105+1e Sosa | Spectateurs : 20 600 Arbitrage : Allen Chapman | Spectateurs : 20 600 Arbitrage : Allen Chapman |
| 20:00             | Rapport                                   |                       |                                                       | Spectateurs : 20 600 Arbitrage : Allen Chapman | Spectateurs : 20 600 Arbitrage : Allen Chapman |
| 20:00             | Rooney · Asad · Stieber · Acosta · DeLeon | Tirs au but 2 - 3     | Higuaín · Trapp · Zardes · Hansen · Mullins           | Spectateurs : 20 600 Arbitrage : Allen Chapman | Spectateurs : 20 600 Arbitrage : Allen Chapman |

##### Demi-finales
| 4 novembre 2018 | Crew SC de Columbus         | 1 - 0   | Red Bulls de New York | Mapfre Stadium, Columbus                      |                                               |
| 15:00           | Valenzuela 31e · Zardes 61e | (0 - 0) | 88e Davis             | Spectateurs : 12 892 Arbitrage : Nima Saghafi | Spectateurs : 12 892 Arbitrage : Nima Saghafi |
| 15:00           | Rapport                     |         |                       | Spectateurs : 12 892 Arbitrage : Nima Saghafi | Spectateurs : 12 892 Arbitrage : Nima Saghafi |

| 11 novembre 2018 | Red Bulls de New York            | 3 - 0   | Crew SC de Columbus | Red Bull Arena, Harrison                    |                                             |
| 19:30            | Muyl 17e · Royer 73e · Royer 76e | (2 - 0) |                     | Spectateurs : 22 789 Arbitrage : Alan Kelly | Spectateurs : 22 789 Arbitrage : Alan Kelly |
| 19:30            | Rapport                          |         |                     | Spectateurs : 22 789 Arbitrage : Alan Kelly | Spectateurs : 22 789 Arbitrage : Alan Kelly |

À l'issue des deux matches, les Red Bulls de New York remportent la confrontation sur le score total de 3-1.
| 4 novembre 2018 | New York City FC       | 0 - 1   | Atlanta United                                       | Yankee Stadium, New York                     |                                              |
| 19:30           | Moralez 10e · Ring 41e | (0 - 1) | 7e Remedi · 37e Remedi · 48e Villalba · 78e Martínez | Spectateurs : 19 198 Arbitrage : Kevin Stott | Spectateurs : 19 198 Arbitrage : Kevin Stott |
| 19:30           | Rapport                |         |                                                      | Spectateurs : 19 198 Arbitrage : Kevin Stott | Spectateurs : 19 198 Arbitrage : Kevin Stott |

| 11 novembre 2018 | Atlanta United                                                                | 3 - 1   | New York City FC                                                 | Mercedes-Benz Stadium, Atlanta               |                                              |
| 17:00            | Martínez 25e (pen.) · Almirón 42e · Escobar 44e · Robinson 61e · Martínez 83e | (2 - 1) | 6e Chanot · 40e Herrera · 45e Chanot · 74e Moralez · 88e Callens | Spectateurs : 70 526 Arbitrage : Mark Geiger | Spectateurs : 70 526 Arbitrage : Mark Geiger |
| 17:00            | Rapport                                                                       |         |                                                                  | Spectateurs : 70 526 Arbitrage : Mark Geiger | Spectateurs : 70 526 Arbitrage : Mark Geiger |

À l'issue des deux matches, Atlanta United se qualifie sur le score de 4-1.

##### Finale
| 25 novembre 2018 | Atlanta United                                                   | 3 - 0   | Red Bulls de New York | Mercedes-Benz Stadium, Atlanta               |                                              |
| 17:00            | Martínez 32e · González Pirez 62e · Escobar 71e · Villalba 90+5e | (1 - 0) |                       | Spectateurs : 70 016 Arbitrage : Kevin Stott | Spectateurs : 70 016 Arbitrage : Kevin Stott |
| 17:00            | Rapport                                                          |         |                       | Spectateurs : 70 016 Arbitrage : Kevin Stott | Spectateurs : 70 016 Arbitrage : Kevin Stott |

| 29 novembre 2018 | Red Bulls de New York     | 1 - 0   | Atlanta United | Red Bull Arena, Harrison                      |                                               |
| 19:30            | Parker 64e · Parker 90+4e | (0 - 0) |                | Spectateurs : 22 137 Arbitrage : Jair Marrufo | Spectateurs : 22 137 Arbitrage : Jair Marrufo |
| 19:30            | Rapport                   |         |                | Spectateurs : 22 137 Arbitrage : Jair Marrufo | Spectateurs : 22 137 Arbitrage : Jair Marrufo |

À l'issue des deux matches, Atlanta United remporte la confrontation sur le score total de 3-1.

#### Finale MLS
| 8 décembre 2018 | Atlanta United                            | 2 - 0   | Timbers de Portland | Mercedes-Benz Stadium, Atlanta              |                                             |
| 20:00           | Martinez 39e · Escobar 54e · McCann 90+4e | (1 - 0) | 80e Chará           | Spectateurs : 73 019 Arbitrage : Alan Kelly | Spectateurs : 73 019 Arbitrage : Alan Kelly |
| 20:00           | Rapport                                   |         |                     | Spectateurs : 73 019 Arbitrage : Alan Kelly | Spectateurs : 73 019 Arbitrage : Alan Kelly |

## Statistiques individuelles
| Rang | Joueur                  | Club                   | Buts | Passes |
| ---- | ----------------------- | ---------------------- | ---- | ------ |
| 1    | Josef Martínez          | Atlanta United         | 32   | 6      |
| 2    | Zlatan Ibrahimović      | Galaxy de Los Angeles  | 22   | 10     |
| 3    | Bradley Wright-Phillips | Red Bulls de New York  | 20   | 8      |
| 4    | Mauro Manotas           | Dynamo de Houston      | 19   | 1      |
| 5    | Gyasi Zardes            | Crew SC de Columbus    | 19   | 0      |
| 6    | Ignacio Piatti          | Impact de Montréal     | 16   | 13     |
| 7    | Nemanja Nikolić         | Fire de Chicago        | 15   | 2      |
| 8    | Carlos Vela             | Los Angeles FC         | 14   | 13     |
| 9    | Kei Kamara              | Whitecaps de Vancouver | 14   | 6      |
| 10   | David Villa             | New York City FC       | 14   | 5      |
| 11   | Ola Kamara              | Galaxy de Los Angeles  | 14   | 3      |

| Rang | Joueur                   | Club                  | Passes |
| ---- | ------------------------ | --------------------- | ------ |
| 1    | Bořek Dočkal             | Union de Philadelphie | 18     |
| 2    | Luciano Acosta           | D.C. United           | 17     |
| 3    | Nicolás Lodeiro          | Sounders de Seattle   | 16     |
| 3    | Maximiliano Moralez      | New York City FC      | 16     |
| 5    | Sebastian Giovinco       | Toronto FC            | 15     |
| 5    | Darwin Quintero          | Minnesota United      | 15     |
| 7    | Miguel Almirón           | Atlanta United        | 14     |
| 7    | Julian Gressel           | Atlanta United        | 14     |
| 7    | Alejandro Romero Gamarra | Red Bulls de New York | 14     |
| 10   | Ignacio Piatti           | Impact de Montréal    | 13     |
| 10   | Carlos Vela              | Los Angeles FC        | 13     |
| 10   | Tomás Martínez           | Dynamo de Houston     | 13     |

## Récompenses individuelles

### Récompenses annuelles
| Trophée                            | Joueur             | Club                    |
| ---------------------------------- | ------------------ | ----------------------- |
| Meilleur joueur (saison régulière) | Josef Martínez     | Atlanta United          |
| Meilleur joueur (finale MLS)       | Josef Martínez     | Atlanta United          |
| Meilleur buteur                    | Josef Martínez     | Atlanta United          |
| Meilleur défenseur                 | Aaron Long         | Red Bulls de New York   |
| Meilleur gardien                   | Zack Steffen       | Crew SC de Columbus     |
| Meilleur recrue                    | Corey Baird        | Real Salt Lake          |
| Meilleur entraîneur                | Gerardo Martino    | Atlanta United          |
| Meilleur come-back                 | Gyasi Zardes       | Crew SC de Columbus     |
| Meilleur nouveau venu              | Zlatan Ibrahimović | Galaxy de Los Angeles   |
| Meilleur arbitre                   | Alan Kelly         |                         |
| Meilleur but                       | Zlatan Ibrahimović | Galaxy de Los Angeles   |
| Meilleur arrêt                     | Stefan Frei        | Sounders FC de Seattle  |
| Trophée du fair-play (joueur)      | Valeri Kazaishvili | Earthquakes de San José |
| Trophée du fair-play (équipe)      |                    | Los Angeles FC          |
| Action humanitaire de l'année      | Matt Lampson       | Minnesota United        |

#### Onze type de l'année
| Gardien de but         | Défenseurs                                                                 | Milieux de terrain                                                                             | Attaquants                                                                      |
| ---------------------- | -------------------------------------------------------------------------- | ---------------------------------------------------------------------------------------------- | ------------------------------------------------------------------------------- |
| Zack Steffen, Columbus | Kemar Lawrence, New York RB Aaron Long, New York RB Chad Marshall, Seattle | Luciano Acosta, D.C. United Miguel Almirón, Atlanta Ignacio Piatti, Montréal Carlos Vela, LAFC | Zlatan Ibrahimović, LA Galaxy Josef Martínez, Atlanta Wayne Rooney, D.C. United |

### Récompenses mensuelles

#### Joueur du mois
| Mois      |                  |                           |                 |
| Mois      | Joueur           | Club                      | Lien            |
| --------- | ---------------- | ------------------------- | --------------- |
| Mars      | Felipe Gutiérrez | Sporting de Kansas City   | 5B dont 2 BV    |
| Avril     | Miguel Almirón   | Atlanta United FC         | 5B 2P           |
| Mai       | Zack Steffen     | Crew SC de Columbus       | 5CS en 5 matchs |
| Juin      | Adama Diomande   | Los Angeles Football Club | 7B              |
| Juillet   | Josef Martínez   | Atlanta United            | 9B 1P           |
| Août      | Josef Martínez   | Atlanta United            | 4B 1P           |
| Septembre | Luciano Acosta   | D.C. United               | 4B 6P           |
| Octobre   | Wayne Rooney     | D.C. United               | 5B              |

B=Buts; BV=But Vainqueur; CS= Clean Sheet

### Récompenses hebdomadaires

#### Joueur de la semaine
Source : MLS Player of the Week 2018
| Semaine    | Joueur                  | Équipe                    | Lien        |
| ---------- | ----------------------- | ------------------------- | ----------- |
| Semaine 1  | Danny Hoesen            | Earthquakes de San José   | 2B          |
| Semaine 2  | Diego Rossi             | Los Angeles Football Club | 2B 3P       |
| Semaine 3  | Josef Martínez          | Atlanta United FC         | 3B          |
| Semaine 4  | Bradley Wright-Phillips | Red Bulls de New York     | 2B          |
| Semaine 5  | Zlatan Ibrahimović      | Galaxy de Los Angeles     | 2B dont BV  |
| Semaine 6  | Tim Melia               | Sporting de Kansas City   | 10A, CS     |
| Semaine 7  | Alvas Powell            | Timbers de Portland       | 1B 1P       |
| Semaine 8  | Johnny Russell          | Sporting de Kansas City   | 3B          |
| Semaine 9  | Miguel Almirón          | Atlanta United FC         | 2B          |
| Semaine 10 | Ignacio Piatti          | Impact de Montréal        | 1B 3P       |
| Semaine 11 | Gyasi Zardes            | Crew SC de Columbus       | 3B dont 1BV |
| Semaine 12 | Bradley Wright-Phillips | Red Bulls de New York     | 2B          |
| Semaine 13 | Cristian Techera        | Whitecaps de Vancouver    | 3B          |
| Semaine 14 | Josef Martínez          | Atlanta United FC         | 3B          |
| Semaine 15 | Alphonso Davies         | Whitecaps de Vancouver    | 1B 3P       |
| Semaine 16 | Ignacio Piatti          | Impact de Montréal        | 2B          |
| Semaine 17 | Bořek Dočkal            | Union de Philadelphie     | 2B          |
| Semaine 18 | Adama Diomande          | Los Angeles Football Club | 3B          |
| Semaine 19 | Darwin Quintero         | Minnesota United          | 3B          |
| Semaine 20 | Jesús Medina            | New York City FC          | 2B 1P       |
| Semaine 21 | Josef Martínez          | Atlanta United FC         | 3B          |
| Semaine 22 | Zlatan Ibrahimović      | Galaxy de Los Angeles     | 3B 2P       |
| Semaine 23 | Valeri Kazaishvili      | Earthquakes de San José   | 2B          |
| Semaine 24 | Luciano Acosta          | D.C. United               | 3B dont BV  |
| Semaine 25 | Wayne Rooney            | D.C. United               | 2B          |
| Semaine 26 | Josef Martínez          | Atlanta United FC         | BV          |
| Semaine 27 | Damir Kreilach          | Real Salt Lake            | 3B          |
| Semaine 28 | Sebastián Blanco        | Timbers de Portland       | 2P          |
| Semaine 29 | Bradley Wright-Phillips | Red Bulls de New York     | 3B          |
| Semaine 30 | Jay Simpson             | Union de Philadelphie     | 2B          |
| Semaine 31 | Luciano Acosta          | D.C. United               | 1B 3P       |
| Semaine 32 | Sebastián Blanco        | Timbers de Portland       | 2B 1P       |
| Semaine 33 | Carlos Vela             | Los Angeles Football Club | 2B 2P       |
| Semaine 34 | Wayne Rooney            | D.C. United               | 2B          |
| Semaine 35 | Gyasi Zardes            | Crew SC de Columbus       | 3B dont BV  |

B=Buts; P=Passe; BV=But Vainqueur; A=Arrêts; CS=Clean Sheet

#### But de la semaine
Source : MLS Goal of the Week 2018
Il n'y a pas de but de la semaine en semaines 28, 33 et 35.
| Semaine    | Joueur                 | Équipe                    |
| ---------- | ---------------------- | ------------------------- |
| Semaine 1  | Diego Rossi            | Los Angeles Football Club |
| Semaine 2  | Miguel Almirón         | Atlanta United FC         |
| Semaine 3  | Josef Martínez         | Atlanta United FC         |
| Semaine 4  | Yamil Asad             | D.C. United               |
| Semaine 5  | Zlatan Ibrahimović     | Galaxy de Los Angeles     |
| Semaine 6  | Johnny Russell         | Sporting de Kansas City   |
| Semaine 7  | Alvas Powell           | Timbers de Portland       |
| Semaine 8  | Albert Rusnák          | Real Salt Lake            |
| Semaine 9  | Kevin Kratz            | Atlanta United FC         |
| Semaine 10 | Ezequiel Barco         | Atlanta United FC         |
| Semaine 11 | Corey Baird            | Real Salt Lake            |
| Semaine 12 | Samuel Armenteros      | Timbers de Portland       |
| Semaine 13 | Samuel Armenteros      | Timbers de Portland       |
| Semaine 14 | Ilsinho                | Union de Philadelphie     |
| Semaine 15 | Josef Martínez         | Atlanta United FC         |
| Semaine 16 | Paul Arriola           | D.C. United               |
| Semaine 17 | Diego Rubio            | Sporting de Kansas City   |
| Semaine 18 | Aleksandar Katai       | Fire de Chicago           |
| Semaine 19 | Héctor Daniel Villalba | Atlanta United FC         |
| Semaine 20 | Yamil Asad             | D.C. United               |
| Semaine 21 | Wil Trapp              | Crew de Columbus          |
| Semaine 22 | Alphonso Davies        | Whitecaps de Vancouver    |
| Semaine 23 | Will Bruin             | Sounders FC de Seattle    |
| Semaine 24 | Jukka Raitala          | Impact de Montréal        |
| Semaine 25 | Albert Rusnák          | Real Salt Lake            |
| Semaine 26 | Josef Martínez         | Atlanta United FC         |
| Semaine 27 | Albert Rusnák          | Real Salt Lake            |
| Semaine 29 | Zlatan Ibrahimović     | Galaxy de Los Angeles     |
| Semaine 30 | Héctor Villalba        | Atlanta United FC         |
| Semaine 31 | Djordje Mihailovic     | Fire de Chicago           |
| Semaine 32 | Johnny Russell         | Sporting de Kansas City   |
| Semaine 34 | Víctor Rodríguez       | Sounders FC de Seattle    |

## Bilan
Il est à signaler que le Fire de Chicago, le Dynamo de Houston, le Galaxy de Los Angeles et le Real Salt Lake sont invités la saison suivante à disputer la Leagues Cup, une nouvelle compétition avec des clubs de Major League Soccer et de Liga MX.
| Championnat des États-Unis de football 2018 |                            |
| Champion                                    | Atlanta United (1er titre) |
| Dauphin                                     | Timbers de Portland        |
| Séries (demi-finales de conférence)         | Red Bulls de New York      |
| Séries (demi-finales de conférence)         | Atlanta United             |
| Séries (demi-finales de conférence)         | Sporting de Kansas City    |
| Séries (demi-finales de conférence)         | Sounders de Seattle        |
| Séries (demi-finales de conférence)         | New York City FC           |
| Séries (demi-finales de conférence)         | Timbers de Portland        |
| Séries (demi-finales de conférence)         | Crew SC de Columbus        |
| Séries (demi-finales de conférence)         | Real Salt Lake             |
| Coupes et trophées                          |                            |
| Vainqueur de la Coupe des États-Unis 2018   | Dynamo de Houston          |
| Qualifications continentales                |                            |
| Ligue des champions de la CONCACAF 2019     | Atlanta United             |
| Ligue des champions de la CONCACAF 2019     | Dynamo de Houston          |
| Ligue des champions de la CONCACAF 2019     | Red Bulls de New York      |